# Jorge Massó
Jorge Rafael Massó Mustelier (Santiago de Cuba; 16 de febrero de 1950) es un exfutbolista cubano que jugó de delantero.

## Trayectoria
Jugó para La Habana y Ciudad de La Habana, lugar al que se mudaron sus padres 8 meses después de su nacimiento.
Reconocido por su técnica, rechazó muchas ofertas para jugar en el extranjero, entre las que destacan las del León FC (México), Ferencváros (Hungría), Chicago Sting (Estados Unidos), CS Herediano y Deportivo Saprissa (Costa Rica) o la Universidad (Chile).
Cuelga los botines en agosto de 1989, luego de un partido de despedida disputado en el Estadio La Tropical. Actualmente vive en Río Chico en el estado de Miranda en Venezuela y convertido en babalawo (sacerdote yoruba).

## Selección nacional
Verdadero ícono del fútbol cubano en las décadas de 1970 y 1980, hizo su debut internacional con Cuba en el Campeonato de Naciones de la Concacaf de 1971 y disputó un total de 32 partidos internacionales, anotando 1 gol.
Participó notablemente en los Juegos Olímpicos de 1976 y 1980 (seis encuentros disputados en total). También jugó en los torneos de clasificación para las Copas del Mundo de 1978 y 1982 (seis juegos jugados, sin goles marcados).

### Participaciones en Juegos Olímpicos
| Torneo                   | Sede     | Resultado        |
| ------------------------ | -------- | ---------------- |
| Juegos Olímpicos de 1976 | Montreal | Primera ronda    |
| Juegos Olímpicos de 1980 | Moscú    | Cuartos de final |

## Palmarés

### Títulos nacionales
| Título              | Equipo              | País | Año     |
| ------------------- | ------------------- | ---- | ------- |
| Campeonato Nacional | Ciudad de La Habana | Cuba | 1978-79 |
| Campeonato Nacional | Ciudad de La Habana | Cuba | 1979    |
| Campeonato Nacional | Ciudad de La Habana | Cuba | 1984    |